# スイートガール
『スイートガール』（原題：Sweet Girl）は、フィリップ・アイズナーとグレッグ・ハーウィッツ、ウィル・ステープルズが書き、ブライアン・アンドリュー・メンドーザが監督したアメリカのアクションスリラー映画。出演は、ジェイソン・モモア、イザベラ・メルセード、マヌエル・ガルシア＝ルルフォ、アドリア・アルホナ、ラザ・ジェフリー、ジャスティン・バーサ、レックス・スコット・デイヴィス、マイケル・レイモンド＝ジェームズ、エイミー・ブレネマンなど。本作は2021年にNetflixから配信された。

## キャスト
※括弧内は日本語吹替
- レイ・クーパー - ジェイソン・モモア（安元洋貴）
- レイチェル・クーパー - イザベラ・メルセード（朝井彩加）
- アモス・サントス - マヌエル・ガルシア＝ルルフォ（祐仙勇）
- ダイアナ・モーガン - エイミー・ブレネマン（坪井木の実）

ペンシルベニア州下院議員。
- アマンダ・クーパー - アドリア・アルホナ（横山友香）
- ヴィノッド・シャー - ラザ・ジェフリー（森宮隆）

バイオプライム社会長。
- サイモン・キーリー - ジャスティン・バーサ（川島得愛）

バイオプライム社CEO。
- サラ・ミーカー - レックス・スコット・デイヴィス（英語版）（佐古真弓）

FBI捜査官。
- ジョン・ロスマン - マイケル・レイモンド＝ジェームズ（田中美央）

FBI捜査官。
- サム・ウォーカー - ドミニク・フムサ（英語版）
- Pete Micelli - ブライアン・ハウ（英語版）
- マーティン・ベネット - ネルソン・フランクリン（英語版）（こばたけまさふみ）
- Dr.ウー - レジー・リー

医師。
- タイタス - ジェイク・アリン
- ジュディ - マリー・ゾウマニギ

## 日本語版制作スタッフと日本語字幕
- スタジオ：ハーフ エイチ・ピー スタジオ
- 演出：神本忠弘
- 翻訳：太田てるみ
- 調整：新井保雄
- 録音：木村翔
- 制作進行：片桐淳子

- 日本語字幕：赤坂純子

## 製作
2019年7月、ジェイソン・モモアが本作のキャストに加わったことが発表された。フィリップ・アイズナー、グレッグ・ハーウィッツ、ウィル・ステープルズによる脚本でもって、ブライアン・アンドリュー・メンドーザが監督を務め、モモアは本作のプロデューサーも兼任し、Netflixが配信することとなっている。2019年10月には、イザベラ・メルセードが本作のキャストに加わった。2019年12月、マヌエル・ガルシア＝ルルフォ、ラザ・ジェフリー、アドリア・アルホナ、ジャスティン・バーサ、レックス・スコット・デイヴィス、マイケル・レイモンド=ジェームズ、ドミニク・フムサ、ブライアン・ハウ、ネルソン・フランクリン、レジー・リーが本作のキャストに加わった。マリサ・トメイも議員役で出演するとされていたが、出演は確認されなかった。
主要撮影は、2019年11月11日にペンシルベニア州ピッツバーグで開始され、2020年2月11日にはクランクアップした。